# Leucodynerus congressus
Leucodynerus congressus är en stekelart som först beskrevs av Henry Lorenz Viereck 1908.  Leucodynerus congressus ingår i släktet Leucodynerus och familjen Eumenidae. Inga underarter finns listade i Catalogue of Life.